# Wyckoff Glacier
Wyckoff Glacier är en glaciär i Antarktis. Den ligger i Östantarktis. Nya Zeeland gör anspråk på området. Wyckoff Glacier ligger 1 965 meter över havet.
Terrängen runt Wyckoff Glacier är varierad, och sluttar västerut. Trakten är obefolkad. Det finns inga samhällen i närheten. 